# Arabis ferdinandi-coburgii
Arabis ferdinandi-coburgii ist eine Pflanzenart aus der Gattung der Gänsekressen (Arabis) innerhalb der Familie der Kreuzblütler (Brassicaceae).

## Beschreibung
Arabis ferdinandi-coburgii ist eine immergrüne, ausdauernde, krautige Pflanze, die Wuchshöhen von 5 bis 20 Zentimetern erreicht. Sie bildet oberirdische Ausläufer. Die Stängelblätter sind matt, ganzrandig und aufgrund von Gabelhaaren am Rand weiß gesäumt.
Die Blütezeit reicht von April bis Mai.
Die Chromosomenzahl beträgt 2n = 18.

## Vorkommen
Arabis ferdinandi-coburgii kommt endemisch im Pirin-Gebirge in Bulgarien vor. Sie wächst in subalpinen Felsfluren.

## Nutzung
Arabis ferdinandi-coburgii wird selten als Zierpflanze für Steingärten und als Bodendecker genutzt. Sie ist seit 1903 in Kultur. 

## Belege
- Eckehart J. Jäger, Friedrich Ebel, Peter Hanelt, Gerd K. Müller (Hrsg.): Rothmaler - Exkursionsflora von Deutschland. Band 5: Krautige Zier- und Nutzpflanzen. Spektrum Akademischer Verlag, Berlin Heidelberg 2008, ISBN 978-3-8274-0918-8, S. 243.